# Jean-Marie-Émile Thoubillon
Jean-Marie-Émile Thoubillon, né le 6 mai 1831 à Poncin et mort dans cette même commune le 6 avril 1892 , est un architecte français.

## Carrière
Jean-Marie-Émile Thoubillon a travaillé auprès de l'architecte en chef de la ville de Lyon, René Dardel. 
Il est membre de la société académique d'architecture de Lyon le 5 juillet 1877.

## Réalisations
Il réalise les travaux d'architecture dans l'Ain notamment celles de Cras-sur-Reyssouze, Sainte-Euphémie Ambérieu, Poncin, Château-Gaillard et Mionnay. Il réalise aussi l'église de Montreux.
Il a également réalisé l'église Notre-Dame de Tramoyes.